# Serwer anonimizujący
Serwer anonimizujący (ang. anonymizing proxy, anonymous proxy) – serwer pośredniczący, który funkcjonuje jako przekaźnik między użytkownikiem i serwisem internetowym oraz którego zadaniem jest ukrywanie adresu IP maszyny użytkownika, usuwanie niektórych elementów pozwalających na identyfikację użytkownika (ciasteczka, identyfikator używanej przeglądarki itp.) i ewentualne szyfrowanie komunikacji, co ma na celu uczynienie użytkownika anonimowym.
Serwery anonimizujące są udostępniane przez dostawców usług lub przez innych użytkowników internetu, również bezpłatnie. Otwarty serwer proxy może być również użyty jako serwer anonimizujący, często bez wiedzy i zgody właściciela komputera, na którym jest uruchomiony.